# فرودگاه بروکینگز
فرودگاه بروکینگز (به انگلیسی: Brookings Airport) یک فرودگاه همگانی با کد یاتا BOK است که یک باند فرود آسفالت دارد و طول باند آن ۸۸۴ متر است. این فرودگاه در شهر بروکینگس، اورگن کشور ایالات متحده آمریکا قرار دارد .